# نووا پلان
نووا پلان (به چکی: Nová Pláň) یک منطقهٔ مسکونی در جمهوری چک است که در شهرستان برونتال واقع شده‌است. نووا پلان ۱٫۷۱ کیلومتر مربع مساحت و ۴۳ نفر جمعیت دارد و ۴۹۴ متر بالاتر از سطح دریا واقع شده‌است.